# Jan Poskrobko

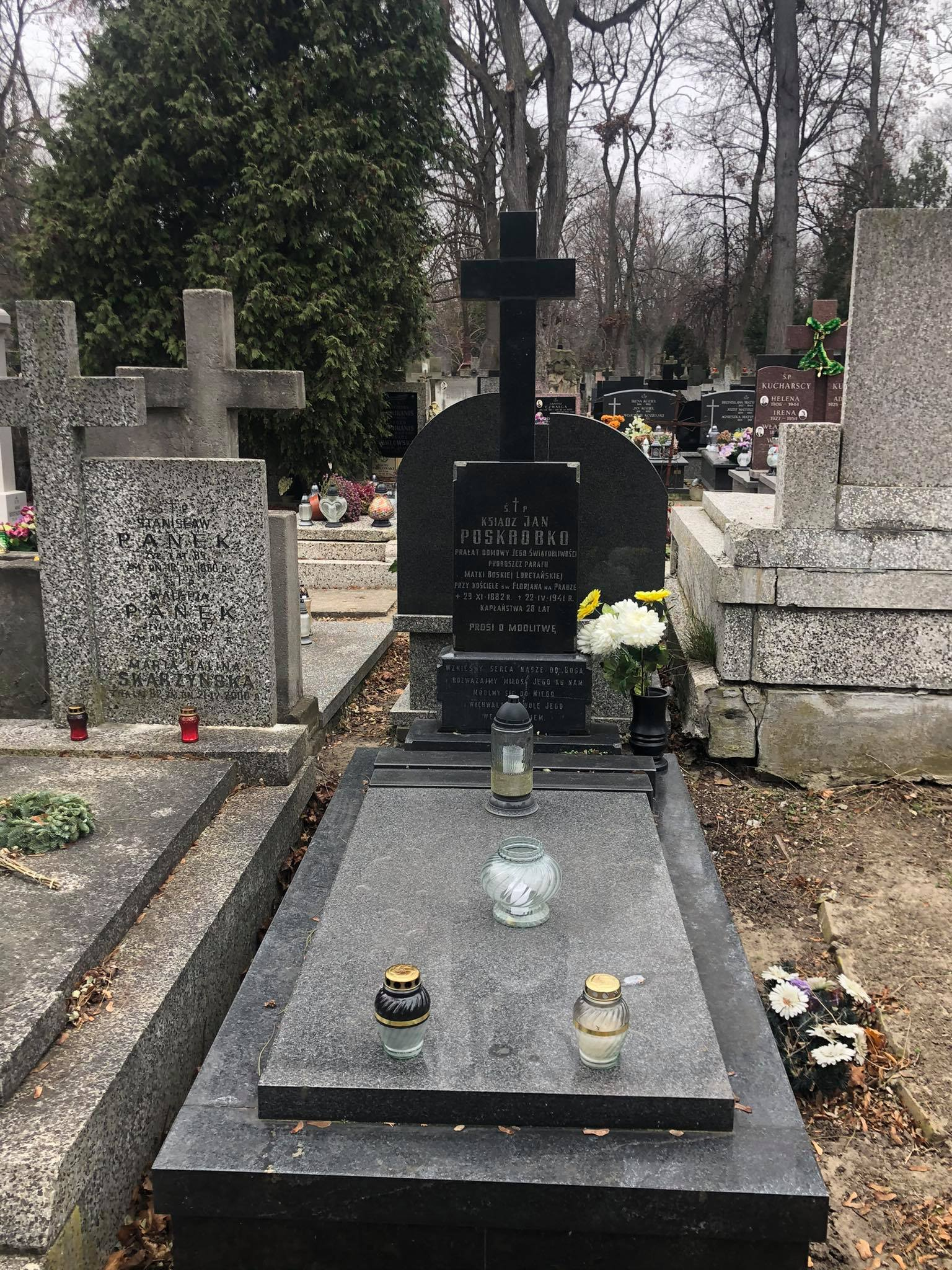
Grób księdza Jana Poskrobko na cmentarzu Bródnowskim

Jan Poskrobko (ur. 21 grudnia 1882 w Gorądowszczyźnie, zm. 22 kwietnia 1941 w Warszawie) – polski ksiądz rzymskokatolicki związany z warszawską Pragą, zasłużony dla lokalnej społeczności.

## Życiorys
Syn Jana i Pauliny ze Snarskich. W 1903 wyjechał do Włoch, gdzie w Ivrei uczył się w powadzonym przez salezjanów gimnazjum dla spóźnionych powołań. Po pięciu latach ukończył naukę i osiadł w Warszawie, gdzie rozpoczął pracę w powstałym z fundacji księcia Michała Radziwiłła zakładzie wychowawczym Nazaret. W 1910 rozpoczął studia w warszawskim Seminarium Duchownym i po trzech latach przyjął święcenia kapłańskie. Następnie był wikarym w parafii Wszystkich Świętych i św. Stanisława w Wiskitkach, parafii Niepokalanego Poczęcia Najświętszej Maryi Panny w Żbikowie, parafii św. Stanisława Biskupa i Męczennika w Szczawinie i na Mokotowie w Warszawie. W 1916 otrzymał probostwo w parafii św. Jana Chrzciciela w Brochowie, 4 lipca 1919 abp. Aleksander Kakowski oddelegował Jana Poskrobko do parafii Najświętszego Serca Jezusowego, aby sprawował nadzór nad budowaną świątynią. Po erygowaniu parafii został administratorem, a od 1924 proboszczem. W uznaniu zasług za posługę podczas budowy bazyliki Najświętszego Serca Jezusowego został uhonorowany tytułem papieskiego prałata. W 1931 przekazał parafię salezjanom, a sam został proboszczem parafii św. Floriana. Nauczał w Niższym Seminarium Duchownym. 
Pochowany na cmentarzu Bródnowskim (kw. 7B, rząd I, grób 15).